# Crassula pellucida
Crassula pellucida är en fetbladsväxtart. Crassula pellucida ingår i släktet krassulor, och familjen fetbladsväxter.

## Underarter
Arten delas in i följande underarter:
- C. p. alsinoides
- C. p. brachypetala
- C. p. marginalis
- C. p. pellucida
- C. p. spongiosa

## Bildgalleri

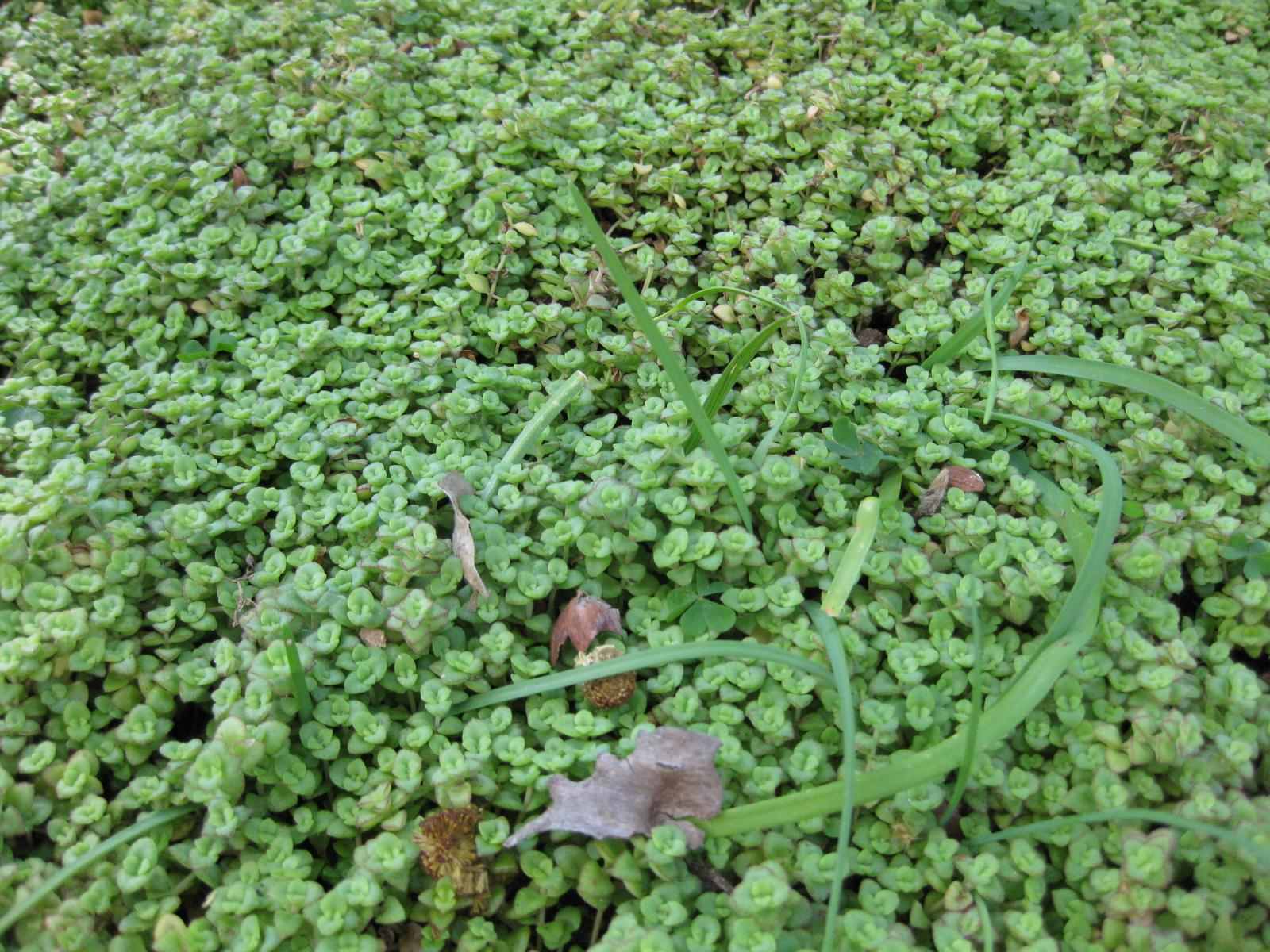
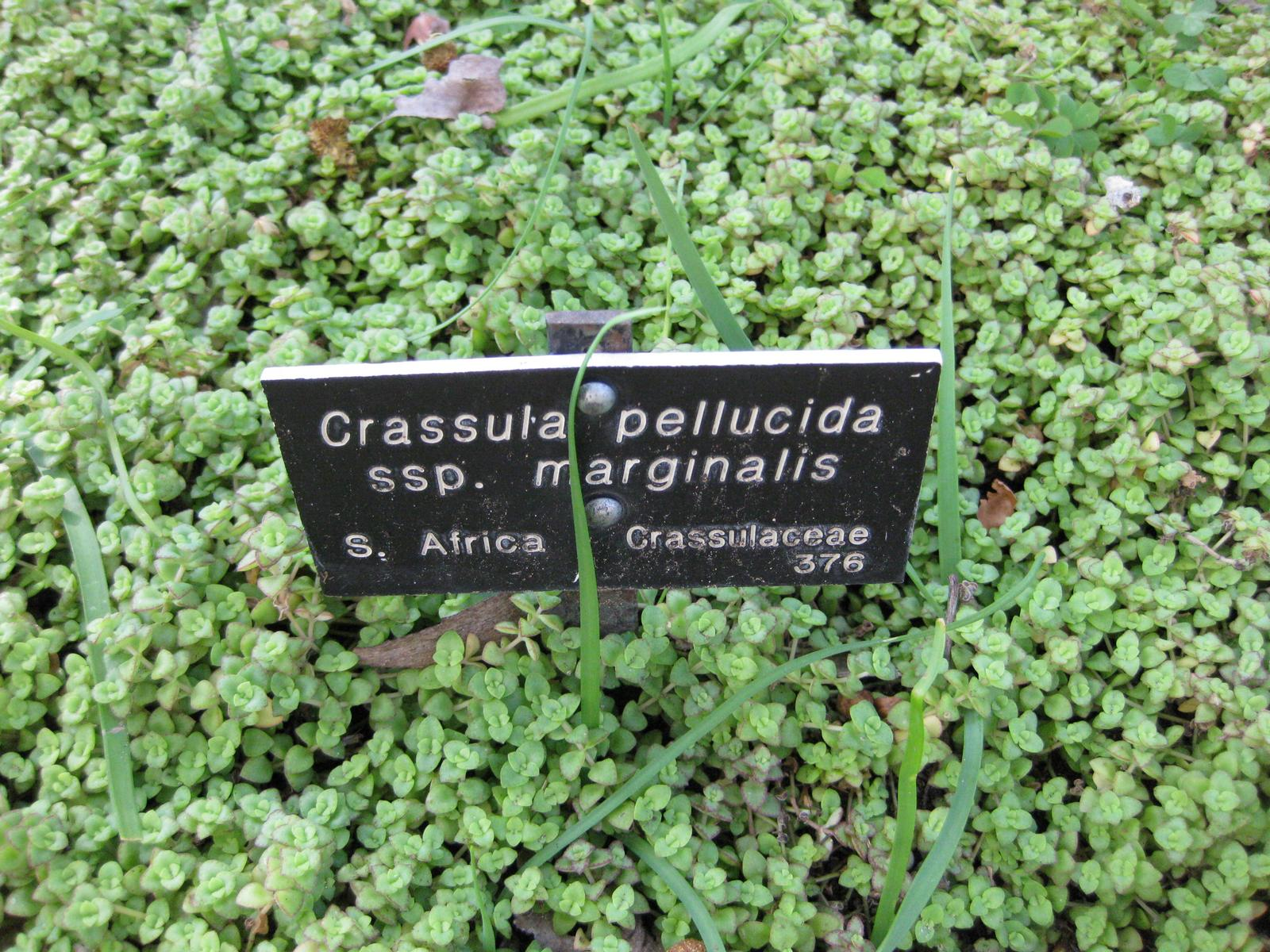
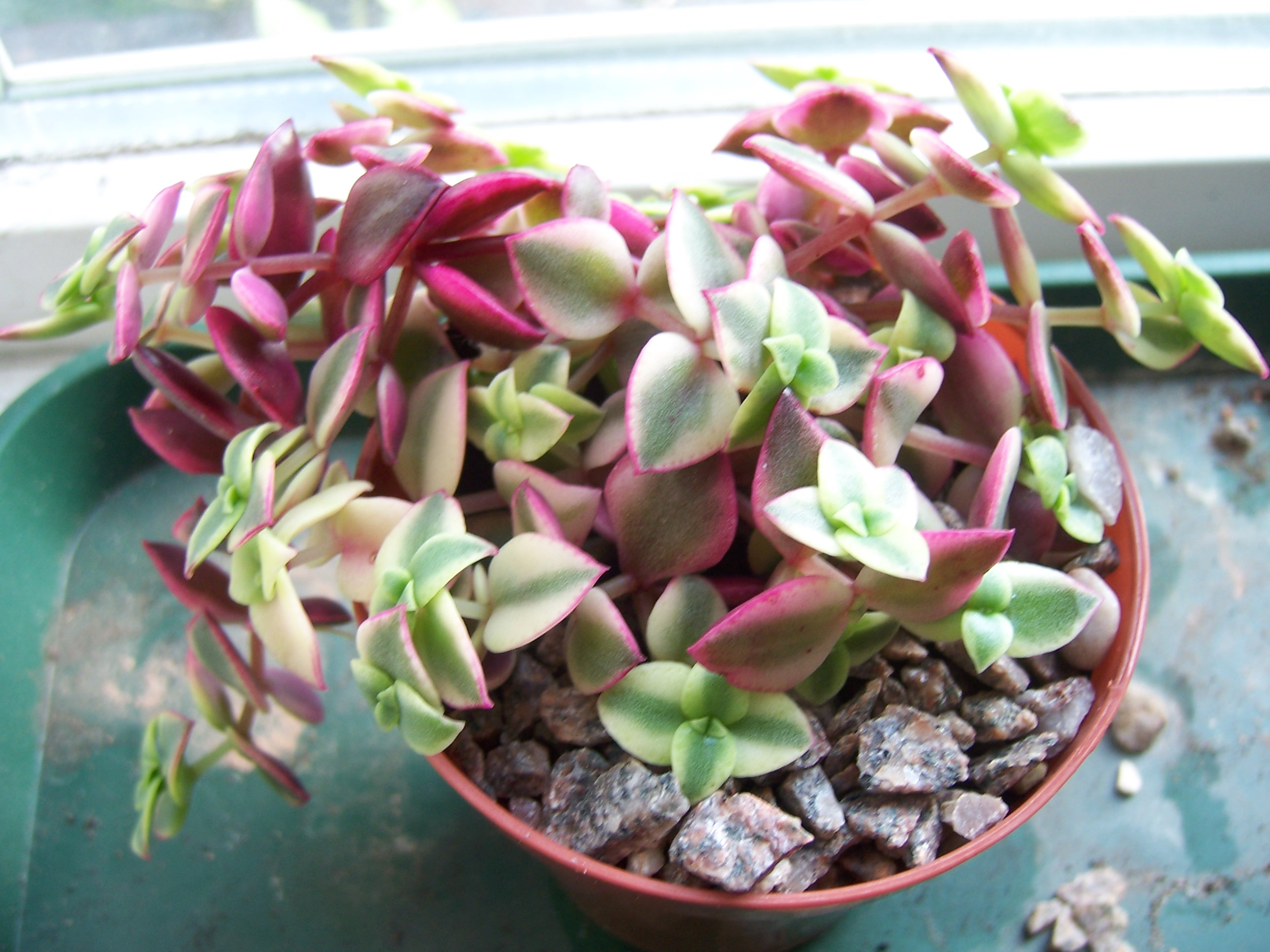
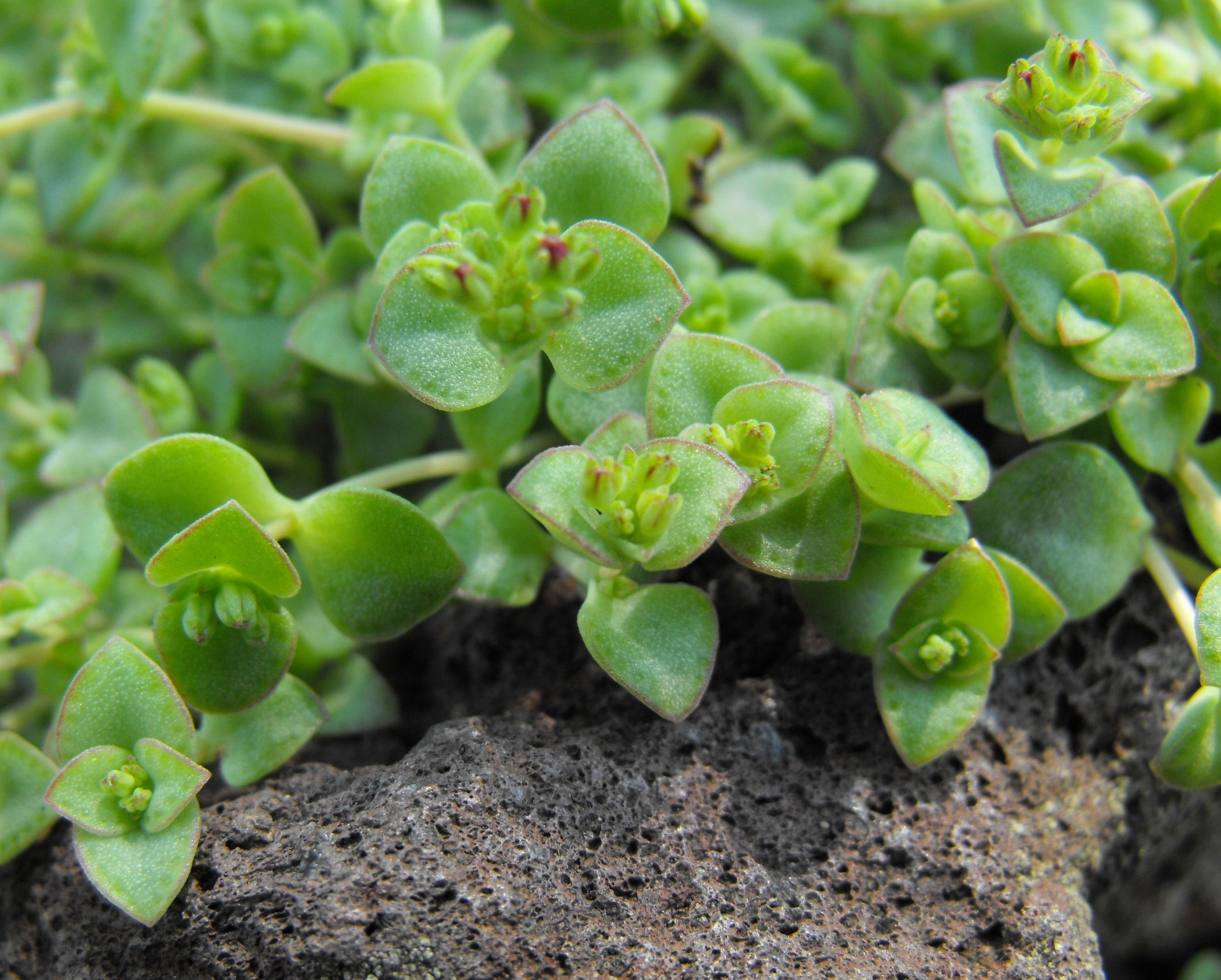